# PRV-10

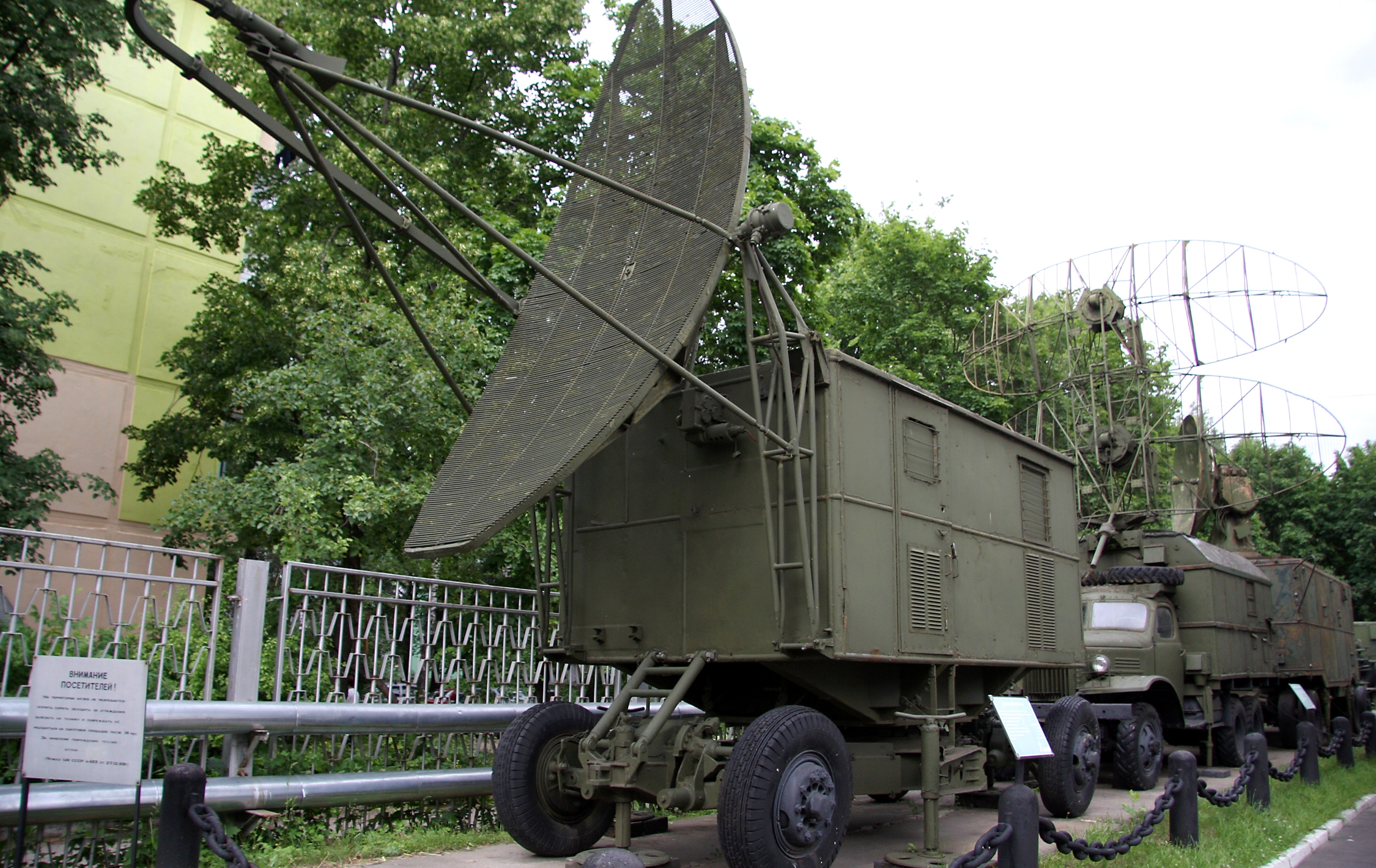
În prim plan cabina emisie-recepție a radioaltimetrului PRV-10 (Con)

Radioaltimetrul PRV-10 ”CON” (în rusă ”КОНУС”, index GRAU - 1RL12) a fost primul radioaltimetru sovietic, produs și exploatat în fosta URSS, din anul 1956. A fost și în înzestrarea țărilor fostului Tratat de la Varșovia, inclusiv în Armata României. Radioaltimetrul nu se mai exploatează din anul 2005.

## Scurt istoric
În anii de după război, o largă dezvoltare au avut-o radioaltimetrele, care trebuiau să asigure lucrul în comun cu radiotelemetrele (stații de radiolocație de determinare a două coordonate) pentru a stabili, destul de precis și cu un ritm ridicat, înălțimea de zbor a mijloacelor aeriene. În anul 1956 la NIZAP GAU (poligon de încercări) a fost testat prototipul radioaltimetrului PRV-10 ("Con"), realizat de OKB-588 a MGSNH  pe baza prototipului experimental al radioaltimetrului  ”Topol-2” creat de Institutul de Cercetări 244 (actualul VNIIRT) al Ministerului Producției de Armament. În anul 1957 radioaltimetrul a fost modernizat și a primit indexul M (PRV-10M)

## Destinație
Radioaltimetrul mobil PRV-10 a fost destinat ca mijloc de determinare a înălțimii în compunerea diferitelor radiotelemetre. Datele determinate în comun erau necesare punctelor de comandă al unităților și marilor unități din Apărarea Antiaeriană a Teritoriului.

## Scurtă prezentare
Radioaltimetrul a fost realizat în variantă mobilă. În compunerea acestuia au intrat:
- Cabina nr. 1 - aparatura emisie -recepție;
- Cabina nr. 2 - stația electrică AD-30. Într-o parte a cabinei, despărțită de un perete izolator fonic, a fost instalat dulapul de comandă și indicatorul de înălțime;
- Cabina nr. 3 stația electrică AD-30, de rezervă.

Cabina nr. 1 era pivotantă, pe un afet de tun, pe aceasta fiind montat sistemul de antenă care balansa în plan vertical. Frecvența balansărilor era de 30 pe minut. Emițătorul era un generator magnetron cu frecvență fixă.
PRV-10 a fost introdus în exploatare, iar în conjugare cu diverse radiotelemetre au crescut semnificativ posibilitățile de descoperire. 
În  anul 1957 a trecut testul de modernizare altimetrul  PRV-10M , de asemenea, fabricat de uzina 588 a MGSNH și adoptat în înzestrare. Prin modernizare au fost schimbate dimensiunile oglinzii antenei, s-a folosit un troliu pentru desfășurarea și strângerea antenei, a fost introdus un regim de observare în sector de 15 grade. Principalul dezavantaj al PRV-10 și PRV-10M a fost imunitatea lor scăzută la acțiunea bruiajului activ și pasiv.

## Date tehnico-tactice
- frecvența de lucru: banda E;
- durata impulsului de sondaj: 2,7 și 3,2 microsecunde;
- distanța de descoperire: 160 până 180 km;
- rezoluția în distanță: 3.000 m;
- lățimea diagramei de directivitate în plan orizontal: 3 – 5 grade;
- lățimea diagramei de directivitate în plan vertical: 1 grad.